# Gonodonta teretemacula
Gonodonta teretemacula är en fjärilsart som beskrevs av Achille Guenée 1852. Gonodonta teretemacula ingår i släktet Gonodonta och familjen nattflyn. Inga underarter finns listade i Catalogue of Life.